# I Want to See the Bright Lights Tonight
I Want to See the Bright Lights Tonight -en español: «Quiero ver las luces brillantes ésta noche»- es el segundo álbum de estudio del músico británico de folk Richard Thompson, y el primero acreditado con su esposa como Richard and Linda Thompson, lanzado en abril de 1974 por Island.
A pesar de su nulo éxito comercial, el álbum ha sido considerado con el paso del tiempo como un referente musical y una obra de arte de Richard Thompson. Critícamente aclamado, por varias publicaciones especializadas, en el 2020 fue incluido en la lista de los 500 mejores álbumes de la revista Rolling Stone, ocupando el puesto 485.